# Repubblica del Congo ai Giochi della XX Olimpiade
La Repubblica del Congo partecipò ai Giochi della XX Olimpiade che si sono svolti a Monaco di Baviera dal 26 agosto all'11 settembre 1972, con una delegazione di sei atleti che presero parte, complessivamente, a sei gare. Fu la seconda partecipazione di questo paese ai Giochi. Non fu conquistata nessuna medaglia; il risultato migliore fu ottenuto dalla staffetta 4x100 che riuscì a superare il primo turno.

## Risultati

### Atletica leggera
100 metri piani maschili
- Alphonse Yanghat
  - Prima batteria — 10"95 (→ eliminato)

800 metri piani maschili
- Alphonse Mandonda
  - Batterie — 1'51"2 (→ eliminato)

Staffetta 4×100 metri maschile
- Antoine Ntsana Nkounkou, Luis Nkanza, Jean-Pierre Bassegela, Théophile Nkounkou
  - Batterie — 39"86
  - Semifinale — 39"97 (→ eliminati)